# 永代橋
35°40′35″N 139°47′15″E / 35.67639°N 139.78750°E

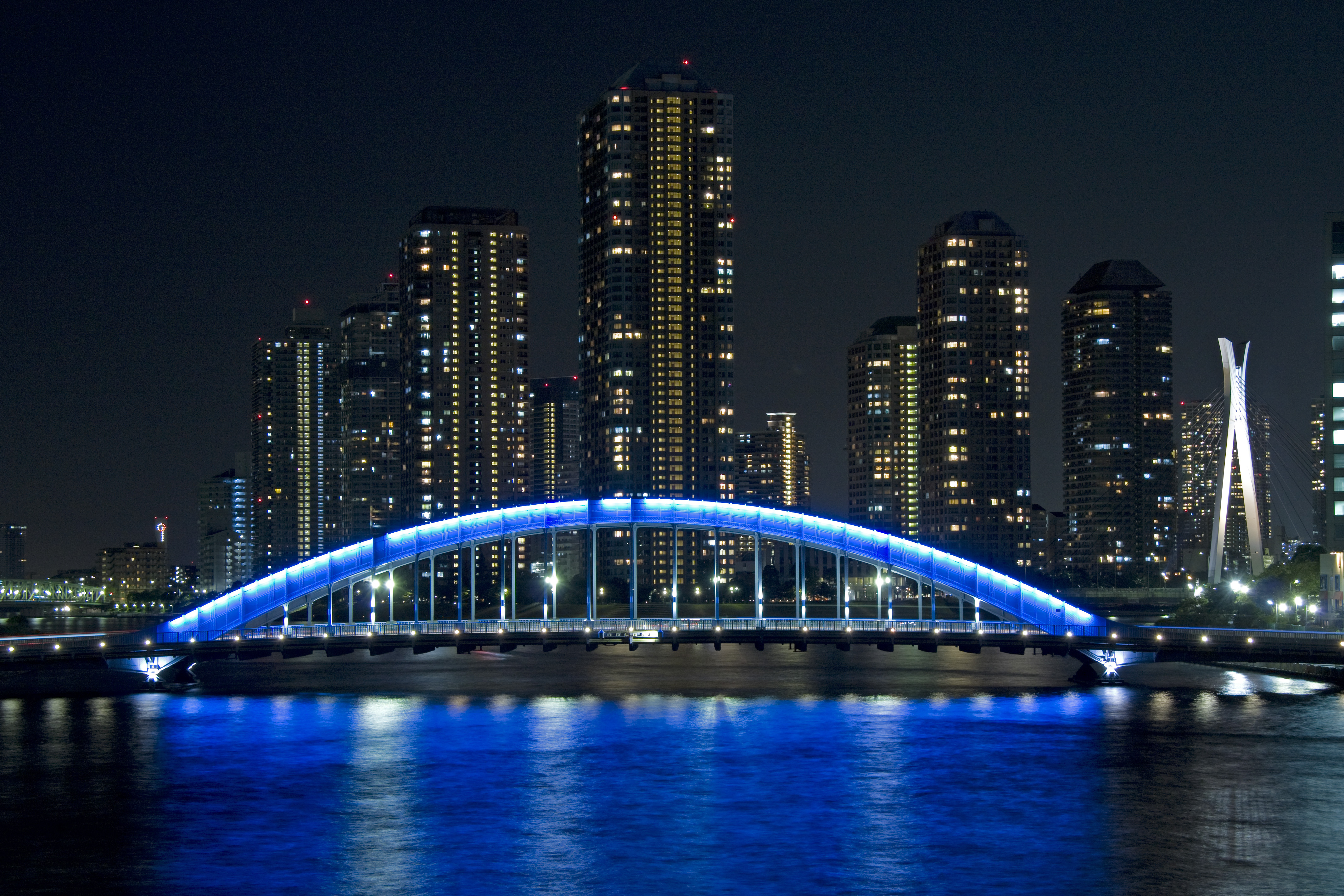
永代橋

永代橋（日语：／ Eitai-bashi */?），是日本東京都隅田川上的一座橋樑，也是東京都道・千葉縣道10號東京浦安線（永代通）的一部分，連接了中央區新川一丁目和江東區佐賀一丁目及永代一丁目。地下有地鐵東西線。該橋自日落至21時點上藍色燈飾，並於2007年被指定為日本的重要文化財。

## 外部連結
- 永代橋全架橋写真 （页面存档备份，存于）（土木学会付属土木図書館 （页面存档备份，存于）デジタルアーカイブス （页面存档备份，存于）より）
- ちくま味噌（永代橋横にて300年の歴史を持つ老舗による現在の永代橋架橋時の写真） （页面存档备份，存于）
- 『新永代橋の型式選定に就て』 土木建築工事画報、第3巻第3号、1927年 （页面存档备份，存于）
- . 目黒区.   [2014-04-03]. （原始内容存档于2020-03-20）.
- . 江戸東京博物館.   [2014-04-03]. （原始内容存档于2016-03-04）.